# Пльзень
Пльзень (чеськ. Plzeň) — четверте за величиною місто в Чехії, розташоване на місці злиття річок Мже, Радбуза, Углава й Услава, які утворюють річку Бероунку. Засноване близько 1292 року чеським королем Вацлавом ІІ. Промисловий, комерційний, культурний й адміністративний центр Західної Чехії. Місто відоме традиціями пивоваріння, однією з туристичних пам'яток є Музей пивоваріння. Тут виробляється всесвітньовідоме пиво Pilsner Urquell, назва якого перекладається як «пльзенське першоджерело». Пам'ятки — готичний собор Святого Варфоломія. Вежа цієї церкви (близько 102 м) є найвищою церковною вежею в Чехії.

## Назва
- Пльзень (чеськ. Plzeň, [ˈpl̩zɛɲ] ( прослухати))[11][12]
- Плзень (чеськ. Plzeň) — назва за ДНВП «Картографія».[13]
- Плізень (чеськ. Plizen) — старочеська назва.
- Нова Плізень (чеськ. Nová Plzeň) — первісна назва 1295 року, на противагу Старому Пльзенцю.
- Пі́льзен (нім. Pilsen) — історична німецька назва.
- Пі́льзень — староукраїнська назва, що походить від німецької.
- Пілісна (лат. Pilisna), Пілсна (лат. Pilsna) — латинські назви.

## Географія
Пльзень лежить біля злиття річок Мже, Радбуза, Углава й Услава. На південно-західній околиці міста знаходиться гребля Чеське Удолі. Центр міста розташований на висоті близько 310 м над рівнем моря. Кілька висот у межах міста досягають до 452 м нм. Старе місто стоїть на аркозовому пісковику.

### Клімат
| Клімат Пльзеня          | Клімат Пльзеня | Клімат Пльзеня | Клімат Пльзеня | Клімат Пльзеня | Клімат Пльзеня | Клімат Пльзеня | Клімат Пльзеня | Клімат Пльзеня | Клімат Пльзеня | Клімат Пльзеня | Клімат Пльзеня | Клімат Пльзеня | Клімат Пльзеня |
| Показник                | Січ.           | Лют.           | Бер.           | Квіт.          | Трав.          | Черв.          | Лип.           | Серп.          | Вер.           | Жовт.          | Лист.          | Груд.          | Рік            |
| Середній максимум, °C   | 0,4            | 2,4            | 6,9            | 12,3           | 17,5           | 20,7           | 22,7           | 22,7           | 18,4           | 12,4           | 5,2            | 1,4            | 11,9           |
| Середня температура, °C | −2,4           | −1,1           | 2,5            | 7,0            | 12,0           | 15,2           | 16,9           | 16,5           | 12,6           | 7,5            | 2,2            | −1,2           | 7,3            |
| Середній мінімум, °C    | −5,2           | −4,3           | −1,2           | 2,3            | 6,6            | 9,8            | 11,4           | 11,1           | 8,0            | 3,7            | −0,5           | −3,8           | 3,2            |
| Днів з опадами          | 8              | 6              | 8              | 8              | 9              | 11             | 11             | 9              | 8              | 6              | 8              | 8              | 100            |
| ----------------------- | -------------- | -------------- | -------------- | -------------- | -------------- | -------------- | -------------- | -------------- | -------------- | -------------- | -------------- | -------------- | -------------- |
| Джерело: www.yr.no      |                |                |                |                |                |                |                |                |                |                |                |                |                |

## Історія
Місто Пльзень було засновано близько 1292 року чеським королем Вацлавом II і будувалося в 10 км від селища Старий Пльзенець. Королівський замок Радіне на високому пагорбі нависає над містом, хоча й розташований майже в 10 кілометрах від нього. Місто не виросло на місці поселення або городища, а було побудоване за королівським указом на рівнині. За розробленим планом, місто було розбите на квартали з величезною центральною площею, найбільшою в Західній Європі. Вулиці Пльзеня перетиналися в старому місті виключно під прямим кутом. Площа в ті роки була не тільки торговим місцем — біля неї розташовувалися кладовище, кілька озер із запасами води, собор Святого Варфоломія. Особливої уваги також заслуговують Пльзенські історичні підземелля, загальна довжина яких становить 24 км.
З 1419 року — один з основних центрів руху гуситів.
Після Грюнвальдської битви польський король Ягайло чеським воїнам, які брали участь у битві, подарував верблюда. Його зображення досі присутнє на гербі Пльзеня.

### Друга світова війна
У 1938 р. Чехословацька Республіка передала свої прикордонні території Німеччині. Хоча в основному чеський Пльзень залишався на території Чехословаччини, він став містом на самому кордоні та з трьох боків був оточений Німеччиною. Села в північно-західному та південно-західному напрямках вже належали Рейху, а також сьогоднішнім міським районам Пльзень-Літиці та Пльзень-Лхота. Урядовим указом Пльзень був розширений 1 травня 1942 року, включивши муніципалітети Болевець, Божков, Буковець, Черниці, Градіште, Котеров, Радобичиці, Єзд та територіальні залишки муніципалітету Літиці (муніципалітет, включений до складу Імперії) і став статутним містом з 130 000 жителів. На той час заводи Škoda були важливою зброєю для постачання німецької армії. Попри це, Пльзень тривалий час уникав бомбардування, перший великий повітряний наліт відбувся лише 20 грудня 1944 р. Але найбільше зносили пивоварний комплекс, особливо Праздрой (18 загиблих). Завод Škoda не постраждав від бомбардування до самого кінця війни.
Протягом усієї війни було здійснено одинадцять повітряних нальотів, які забрали 926 жертв.

### Повоєнна доба
Американські війська на чолі з генералом Паттоном звільнили Пльзень 6 травня 1945 р. Відповідно до американсько-радянської угоди Паттону.
1 червня 1953 р. у Пльзені відбулися перші масові заворушення проти комуністів у зв'язку з грошовою реформою, відбулась стрілянина в демонстрантів.
Наприкінці 50-х років розпочався масовий розвиток житлового будівництва у формі житлових масивів.
У 1990-х автострада D5 була побудована до Пльзеня, яка з'єднала Прагу з колишньою Західною Німеччиною. Однак завершення робіт цієї важливої транспортної артерії, яка частково вирішила катастрофічну на той час дорожню ситуацію в Пльзені, через ускладнення тривала до першого десятиліття 21 століття.

### Культурна столиця Європи 2015
У вересні 2010 року представники міжнародного журі в Празі оголосили місто Пльзень переможцем у конкурсі на звання Культурної столиці Європи 2015 року. У фіналі Пльзень отримав перевагу над Остравою. У рамках проєкту було побудовано Новий театр та створено спортивно-оздоровчий центр у Штрунцових садах навколо футбольного стадіону.

зона для творчості DEPO2015

На місці колишньої пивоварні повинен був бути побудований комплекс будівель зі студіями та квартирами для художників, але цей проєкт було скасовано наприкінці 2014 року. Натомість на території колишнього складу транспортних компаній, який тепер має назву DEPO2015, реалізували будівництво зони для творчості. DEPO2015 проводить концерти, виставки, лекції, конференції. Він включає відкриті роботи Makerspace DEPO2015, відкритий офіс Коворкінг, освітню програму для креативних індустрій, програму художників в резиденції Open A.i.R. або громадський сад. У 2015 році тут також відбувся фестиваль «Рок для людей Європа», а через два місяці тут закінчилася театралізована вистава «Гігантські ляльки в Пльзені», яку, за словами організаторів, побачили 100 000 людей.
Наприкінці квітня 2014 року проєкт виграв премію Меліни Меркурі (див. Меліна Меркурі), рекомендовану групою культурних експертів проєкту Культурних столиць Європи. Умовою було виконання заздалегідь визначених критеріїв. Таким чином, «Пльзень 2015» отримав субсидію в розмірі 1,5 мільйона євро для свого проєкту.
За даними організації «Pilsen-Turismus»,  місто відвідало майже 3,4 мільйона відвідувачів у «культурному» 2015 році. З них понад 2,8 мільйона — одноденні. Приблизно 540 000 туристів провели тут принаймні одну ніч. Чверть одноденних відвідувачів були гостями з-за кордону, половина з яких прибула з Німеччини. Цифри були показані за допомогою аналізу даних сигналу від операторів мобільного зв'язку.

## Економіка
Після 1995 року в місті значно збільшився приріст іноземних інвестицій. Пльзень привносить приблизно двох третин ВВП у регіоні Пльзень, це місто як і раніше одне з найбагатших у Чехії. Компанія Škoda, заснована в Пльзені в 1859 році, мала значний вплив на економіку Австро-Угорщини та Чехословаччини. Виробництво компанії було направлено в країни Східного блоку, але знизилися після Оксамитової революції через відсутність стабільного ринку.
У Пльзені також знаходиться найбільша гуральня (спиртово-горілчаний завод) в Чехії.
Багато іноземних компаній мали виробничі бази в місті Пльзені, зокрема Panasonic і Daikin.

## Транспорт
Столичний район в основному обслуговується мережею трамваїв, тролейбусів і автобусів, якими керує PMDP. Як і в інших містах континентальної Європи, квитки, придбані в торгових автоматах або невеликих магазинах, дійсні для будь-якого транспорту міста Пльзень. Для жителів міста Plzeň Card можна придбати та через систему «поповнення» використовувати в будь-якому громадському транспорті без обмежень, якщо вона оплачена та дійсна. Квитки можна придбати в транспорті за допомогою безконтактної смарт-картки.

### Залізниця
Плзень є важливим центром чеського залізничного транспорту, де перетинаються п'ять основних залізничних ліній:
- Nr. 170: Прага – Бероун – Пльзень – Хеб
- Nr. 180: Пльзень – Домажліце – Фюрт-ім-Вальд (Німеччина)
- Nr. 183: Пльзень – Клатови – Железна Руда
- Nr. 160: Пльзень – Жатец
- Nr. 190: Пльзень – Чеські Будейовіце

Головний залізничний вокзал Пільзня (Plzeň hlavní nádraží) обслуговує всі п'ять цих ліній.

### Автобуси
Усі приміські, міжміські та міжнародні автобусні лінії, що прямували до Пльзня, були зосереджені на CAN. Це один із найбільш завантажених закладів такого типу в Чехії.
Центральний автовокзал Пльзень (Centrální autobusové nádraží Plzeň) обслуговує як регулярні, так і нерегулярні автобуси, переважно міжміські та регіональні. Лінії громадського транспорту не прямують до району автостанції, а мають зупинки на прилеглих дорогах.

### Дорога
Найважливішою транспортною ланкою в місті є шосе D5, що з'єднує Прагу і Нюрнберг.

### Повітраний транспорт
Державний внутрішній і приватний міжнародний аеропорт розташований за 11 км на південний захід від Пльзеня, у сусідньому селі Ліне.

## Культура

### Театри

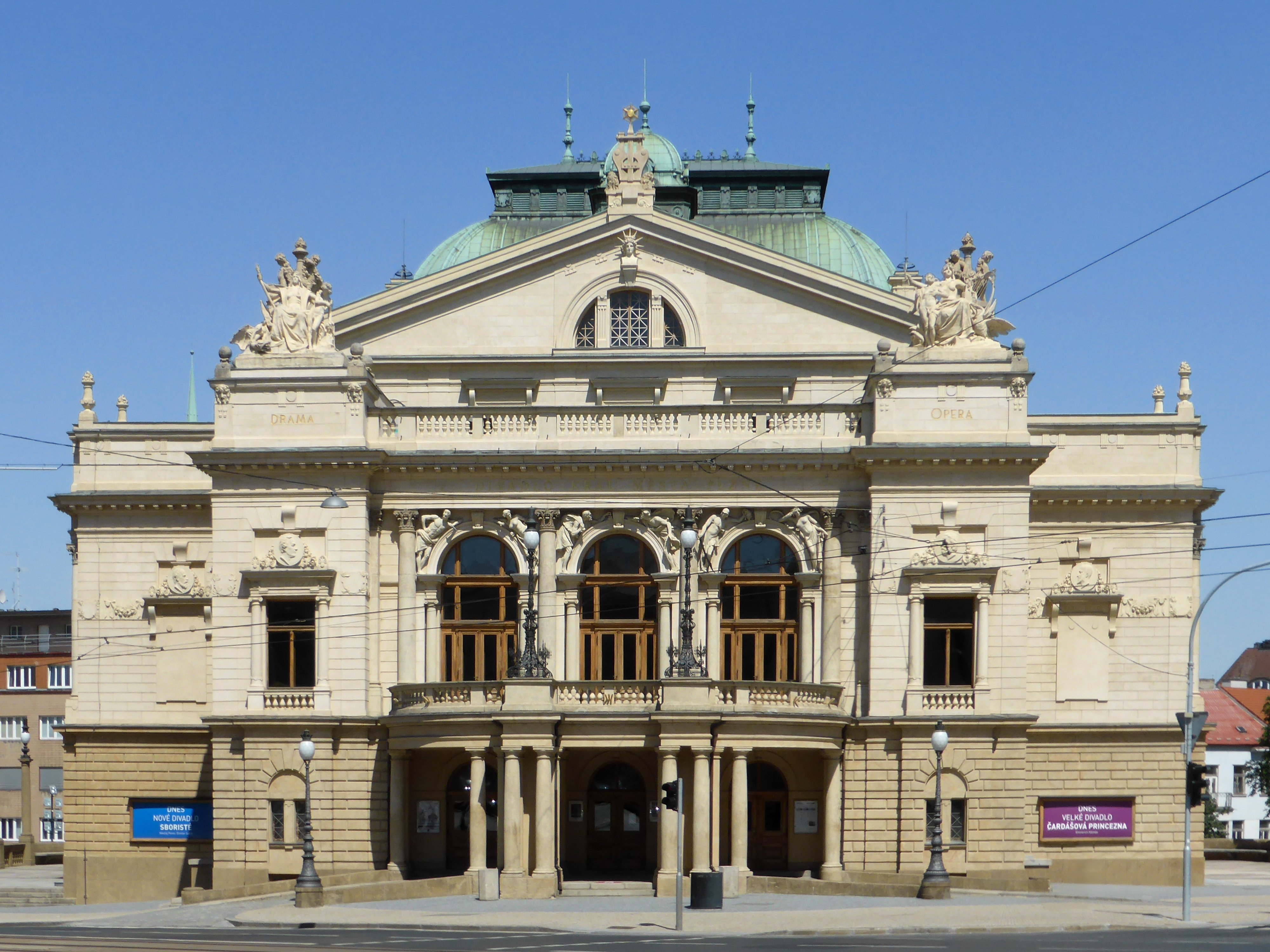
Великий театр

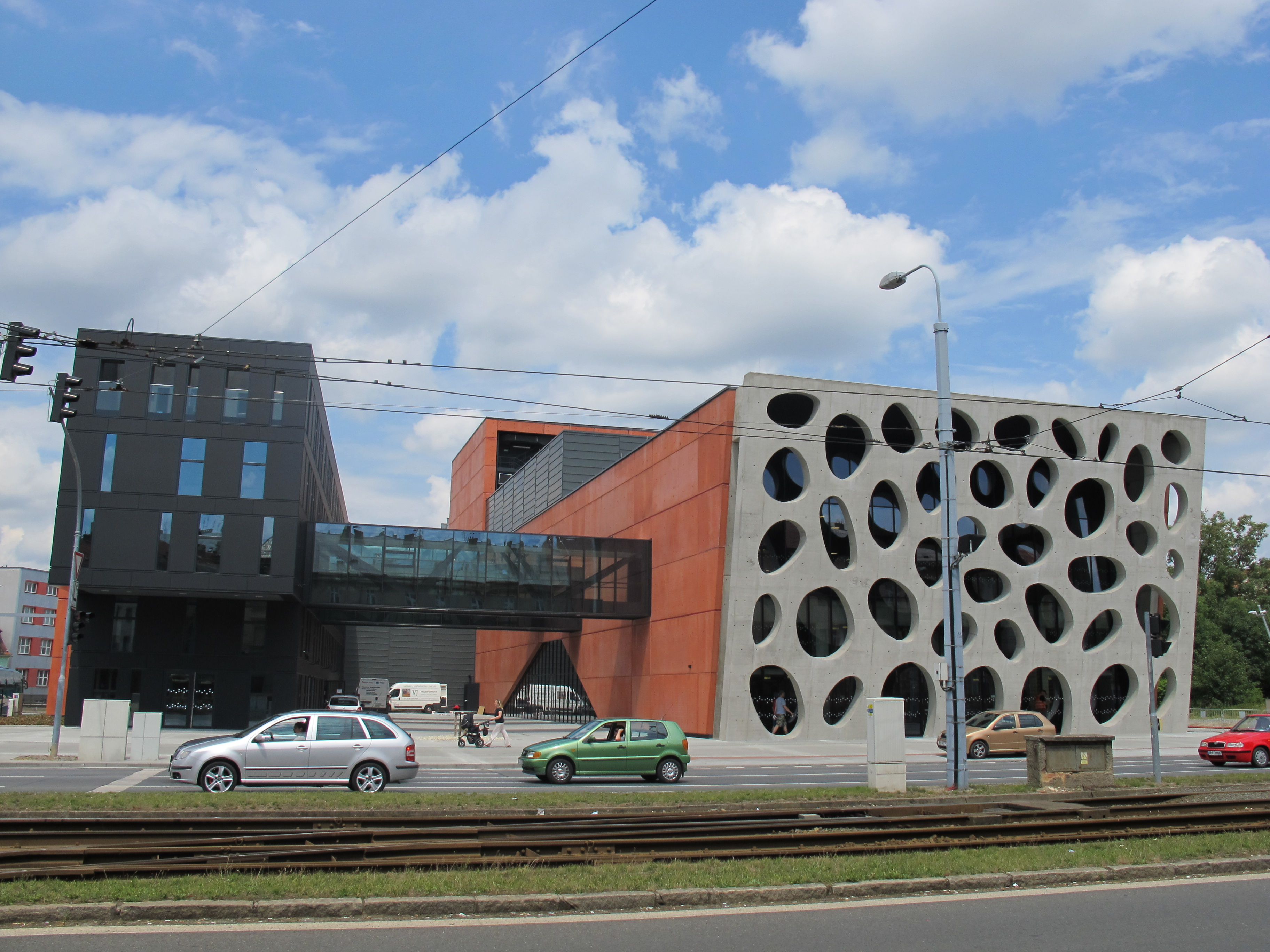
Новий театр

Найбільшим театром є Театр Йозефа Каєтана Тила. Має дві постійні сцени: Великий театр в неоренесансній споруді 1897–1902 років, і Новий театр у сучасній будівлі 2014-го року.
Також у місті існує традиція традиція лялькового театру й багато менших театрів: альтернативний театр Діалог, камерний театр ЙоНаш. Одним із найстаріших колективів є аматорське Театральне об'єднання Єзірко.

## Відомі люди
- Фелікс ле Бре — чеський актор.
- Петр Чех — чеський футболіст, воротар лондонського «Челсі» та національної збірної Чехії.
- Мартин Страка — чеський хокеїст, Олімпійський чемпіон 1998 р., Чемпіон світу 2005 р.
- Філіп Їха (1982) — чеський гандболіст.

## Міста-побратими
- Ґера
- Ізмір
- Реґенсбург
- Бірмінгем
- Вінтертур
- Генґело
- Жиліна
- Лімож

## Галерея
|                 |
| Велика синагога |

|                          |
| Собор святого Варфоломія |

|                                                          |
| Пам'ятник на честь визволення міста американською армією |